# そばでよければ
『そばでよければ』は、ヒカシュー1枚目のサウンドトラック。1985年にバルコニーより発売。ジャケットは、茶そばの画像。
小林紀子バレエ・シアターによる同名の実験舞踏の組曲として制作された。巻上公一が、ニコラス・ディクソンと共に割子蕎麦を食べながら構想したことが始まりである。香港のバレエユースフェスティバルに参加するための作品でもあった。

## 収録曲
1. そばでよければ
  - 作詞・作曲:巻上公一
  - 再発版では、新しく録音し直され、二番が追加された。
2. 開店
  - 作曲:坂出雅海／巻上公一
3. 客はそれぞれ
a)銀行員
b)土方
c)テリブル・ガールズ
d)パンクス
  - 作曲:海琳正道／坂出雅海
4. 掃除機
  - 作曲:海琳正道／坂出雅海
5. 太った男女(or家族)
  - 作曲:野本和浩／坂出雅海
6. 魅惑の女
  - 作曲:井上誠／坂出雅海
7. ソバマンダンス
  - 作曲:巻上公一
8. 夢は出来事
  - 作曲:井上誠／坂出雅海／巻上公一
9. そばパレード
  - 作曲:海琳正道／坂出雅海／谷口勝
10. そばに託して
  - 作曲:井上誠

## 参加ミュージシャン
- 巻上公一 -ボーカル、トランペット
- 井上誠 -シンセサイザー、ピアノ
- 海琳正道 -ギター
- 坂出雅海 -エレクトリックベース
- 谷口勝 -ドラムス
- 野本和浩 -サックス